# Flexwerker
Een flexwerker is een werknemer met een zogeheten 'flexibel' arbeidscontract, te weten:
- een uitzendkracht
- een gedetacheerde
- een payroller
- een seizoensarbeider
- een freelancer
- een werknemer met nulurencontract.

Voornaamste kenmerken zijn het ontbreken van een vast arbeidscontract met de werkgever op de werkplek waar men het werk verricht, en het ontbreken van een vaste werkplek.
In Nederland geldt sinds 1998 de Wet flexibiliteit en zekerheid ('Flexwet'), waardoor flexwerkers wettelijke bescherming tegen misbruik genieten. Ook is er een collectieve arbeidsovereenkomst (CAO) uitzendarbeid afgesloten.
De vakbonden hebben er lang moeite mee gehad of en hoe men de werknemersbelangen van de flexwerkers zou gaan behartigen, omdat men flexwerk zag als misbruik van werknemers en aantasting van de positie van de werknemers in vaste dienst. Pas rond 1995 kwamen er vakbondsgroepen die de zaak oppakten en in 2020 werden door de Commissie Borstlap openlijk bedenkingen geuit tegen de sociaal onwenselijke gevolgen van de zogeheten flexibilisering.